# 王風仁
王風仁（1615年5月20日—？），字象觀，又字長人，號體元，南直隸山陽縣人，盱眙縣籍，明末清初政治人物。

## 生平
崇禎十二年（1639年）己卯科應天鄉試第二十六名舉人，崇禎十六年（1643年）會試第66名，殿試三甲七十三名，大理寺觀政，同年授漢陽縣知縣。順治二年改授江西彭澤縣知縣，因母親逝世回鄉

## 家族
曾祖王鵬、祖王立（鄉賓）、父王巡（鄉賓）